# Лисс, Юлий Моисеевич
Ю́лий Моисе́евич Лисс (псевдонимы Юлис и Ю. Лисс, первоначально Йойл Моисеевич Гитерман; 4 (17) октября 1891, Кишинёв, Бессарабская губерния — 5 февраля 1956, Клин) — российский анархо-синдикалист, профсоюзный и хозяйственный деятель.

## Биография
Родился в семье каменщика Мойше Шмулевича Гитермана (1856—1929), уроженца Леово, и Ливши Абрамовны Гандельман (1860—1943); брат А. М. Аникста. Окончил три класса кишинёвского реального училища. В 1907 году семья перебралась в Черновицы (тогда Австро-Венгрия), где он работал в типографии. С 1908 по 1913 год — член заграничной группы анархо-синдикалистов, участник анархо-синдикалистского движения до 1918 года. В эмиграции в Швейцарии (Лозанна), Германии и Франции (Париж) работал чернорабочим в частной строительной конторе, маляром в строительной мастерской.
В годы Первой мировой войны служил рядовым в рядах французской армии на фронте (1914—1916), в 1916—1917 годах находился в германском плену. В июне — августе 1917 года — сотрудник газеты «Голос труда» (органа анархо-синдикалистов Петрограда). Принимал участие в гражданской войне: в августе 1917 — июле 1918 года — начальник красногвардейского отряда в Нарве и на Украине, в июле 1918 — сентябре 1919 года — заведующий орготделом ЦК союза металлистов (Москва), в сентябре 1919 — мае 1920 года — заместитель начальника политотдела 41-й дивизии 14-й армии. Член РСДРП (б) с сентября 1918 года.
После демобилизации — на профсоюзной и хозяйственной работе. С мая 1920 по апрель 1921 года — начальник мобилизационного отдела Наркомтруда Союза в Москве, член малого совнаркома от ВЦСПС (1921). В июне 1921 — мае 1922 года — заместитель заведующего отделом ВЦСПС, в мае — июне 1922 года — ответственный секретарь Уральского бюро ВЦСПС в Екатеринбурге. С мая 1922 по май 1924 года — на руководящей работе по линии Профинтерна в Берлине и Париже. С мая 1924 по февраль 1928 года — заведующий орготделом Профинтерна. С марта 1928 по февраль 1929 года — председатель губпрофсовета в Смоленске, член бюро Смоленского губкома партии и член президиума Губисполкома; в марте — июле 1929 года — председатель крайпрофсовета в Алма-Ате, член бюро Казахстанского крайкома ВКП(б) и член Президиума Казакской АССР. В июле 1929 — апреле 1932 года — заместитель председателя правления Союзкино, в июле 1932 — феврале 1935 года — заместитель начальника Центрального управления соцстраха в Москве.
С апреля 1935 года и до ареста — начальник Якутского территориального управления Главсевморпути (Якутск). Арестован 2 октября 1937 года в Якутске, 18 мая 1938 года осуждён по статьям 58—7 и 58—11 УК РСФСР на 20 лет ИТЛ, работал на лесоповале и на Братской ГЭС. Освобождён в октябре 1955 года без права жительства в Москве, реабилитирован 28 февраля 1956 года.
Жена — Берта Лисс. Дочь Инга погибла вскоре после войны.